# Nyphasia torrida
Nyphasia torrida là một loài bọ cánh cứng trong họ Cerambycidae.